# 斯坦斯 (新墨西哥州)
斯坦斯（英語：Steins）是位於美國新墨西哥州伊達爾戈縣的鬼鎮。

## 歷史
斯坦斯的郵局於1888年設立，其後於1944年停運。

## 地理
斯坦斯所處的海拔為高於海平面1325米（即4347英呎），而該地所採用的時區為UTC-7，即北美山地时区（MST）。同時該地設有夏令時間，為UTC-7調快一小時，即UTC-6（MDT）。